# CPH Holländska sektionen av Kommunistiska internationalen
CPH Holländska sektionen av Kommunistiska internationalen var den valbeteckning som den moskvatrogna majoriteten inom Hollands kommunistiska parti gick till val under i det nederländska parlamentsvalet 1929. Detta för att särskilja sig från CPH centralkommittén under ledning av den uteslutne förre partiledaren David Wijnkoop.
I valet fick man 37 622 röster och ett mandat i det nederländska parlamentet. 
Under påtryckningar från Komintern gick man snart samman med Wijnkoops CPH och bildade Nederländernas Kommunistiska Parti.